# Nowickia astra
Nowickia astra là một loài ruồi trong họ Tachinidae.